# アウレラ・ガチェ
アウレラ・ガチェ（アルバニア語:Aurela Gaçe、1974年10月16日 - ）は、アルバニアの歌手である。

## 来歴
- アルバニア・ヴロラの北10キロメートルほどにある村ラカトゥンディ（アルバニア語版）に生まれ育つ。幼い頃より歌を歌っており、やがて頻繁に音楽コンテスト等に参加するようになった。「この頃すでに音楽に没頭していた」と本人は話している[1]。
- 1993年、国営放送が主催するアルバニア最大の音楽祭フェスティヴァリ・イ・ケンゲス（英語版）に初めて参加した。
- 1994年、フェスティヴァリ・イ・プランヴェレス（Festivali i Pranverës）で優勝を収め、1995年のフェスティヴァリ・イ・ケンゲスでは参加曲「Nata」で注目を集めた。その後、毎年連続で同大会に参加し、1999年は「S'jam Tribu」、2001年は「Jetoj」を歌って優勝している他、1990年代の上位入賞回数は最多である[1][2]。

- 2001年、アメリカ合衆国に移住し、主に在米アルバニア人らの間で歌ったが、アルバニアでの活動も続け、ケンガ・マジケ（Kenga Magjike）の2007年大会では「Hape Veten」を歌って優勝している[1][3][4]。

- 2010年12月、およそ10年ぶりにフェスティヴァリ・イ・ケンゲスに参加して3回目の優勝を勝ちとり、翌年のユーロビジョンのアルバニア代表に選出された[2]。

- 2011年5月、ドイツのデュッセルドルフで行われた、ユーロビジョンにアルバニア代表で出場。準決勝1の14位で敗退、決勝には進出できなかった。

## 人物
- アルバニアの民族音楽の影響を取り入れる一方で、ニューヨーク在住経験もあり、ジャズやソウル・ミュージックなども幅広くこなす[5]。
- ティラナ芸術アカデミーにて演劇を専攻した。

## ディスコグラフィー

### アルバム[6]
- Çile Zemrën（1998年）
- The Best（1998年）
- Tundu Bejke（2001年）
- Superxhiro（2001年）
- Mu Thane Syte（2008年）
- Paraprakisht（2012年）

### デジタル・シングル
- Dua（2013年）
- S'mundem（2017年）
- Fustani（2017年）
- S'nuk（2017年）